# Corrupção no Malawi
A corrupção no Malawi tem uma longa e complexa história, com uma rápida evolução ao longo do tempo. Durante a era colonial, a corrupção era prevalente, com autoridades coloniais desviando fundos e se envolvendo em outras práticas corruptas. Após a independência em 1964, o regime de Hastings Kamuzu Banda perpetuou a corrupção, utilizando recursos do Estado para benefício próprio e reprimindo qualquer oposição.
No início dos anos 2000, o governo criou instituições como o Gabinete Anticorrupção e a Diretoria de Processos Públicos para combater a corrupção. No entanto, esses esforços foram prejudicados pela falta de vontade política, financiamento inadequado e capacidade limitada.
A corrupção assumiu muitas formas no Malawi, incluindo suborno, desvio de verbas, nepotismo, abuso de poder e corrupção política. É sabido que funcionários públicos exigem subornos por serviços, enquanto políticos desviam fundos destinados a projetos de desenvolvimento.
No Índice de Percepção da Corrupção de 2024 da Transparência Internacional, o Malawi obteve a pontuação de 34 em uma escala de 0 ("altamente corrupto") a 100 ("muito íntegro"). Quando classificado pela pontuação, o Malawi ficou em 107º lugar entre os 180 países do índice, sendo que o país classificado em primeiro lugar é percebido como tendo o setor público mais honesto. Para comparação com as pontuações regionais, a média entre os países da África Subsaariana  foi de 33. A maior pontuação na África Subsaariana foi 72 e a menor foi 8. Para comparação com as pontuações mundiais, a melhor pontuação foi 90 (1º lugar), a média foi 43, e a pior foi 8 (180º lugar).

## Causas
As causas da corrupção no Malawi são multifacetadas. A ganância, a falta de transparência, a pobreza e os baixos salários contribuíram para o problema. Instituições frágeis, ausência de estado de direito e desequilíbrios de poder também permitiram que a corrupção prosperasse. Os efeitos da corrupção têm sido devastadores. O desenvolvimento econômico foi sufocado, a pobreza persistiu e a confiança pública no governo foi corroída. Serviços essenciais como saúde e educação foram prejudicados devido ao desvio de verbas. Diversas instituições e indivíduos foram afetados pela corrupção, incluindo ministérios governamentais, empresas estatais, a polícia e políticos. O setor de mineração também tem sido assolado pela corrupção, com autoridades aceitando subornos para conceder contratos.

## Período colonial
A corrupção durante o período colonial do Malawi era generalizada e assumia diversas formas, à medida que os poderes coloniais britânicos exploravam os recursos do país e perpetuavam práticas corruptas, incluindo desvio de verbas, suborno, nepotismo, abuso de poder e exploração de recursos. Funcionários coloniais se apropriavam indevidamente de fundos e recursos públicos para benefício próprio, aceitavam subornos de moradores locais e empresas estrangeiras em troca de favores e contratos, e favoreciam parentes e aliados na concessão de contratos e cargos. Eles usavam sua autoridade para acumular riqueza e influência, além de explorar os recursos naturais do Malawi, como terras, minerais e mão de obra, sem compensação justa ou consideração pelo bem-estar local. Os poderes coloniais reprimiam qualquer oposição ou dissidência, frequentemente utilizando coerção e intimidação. Essa corrupção enriqueceu os colonizadores enquanto empobrecia os malawianos, perpetuando desigualdades econômicas e sociais que persistem até hoje. O legado da corrupção colonial continua a impactar o desenvolvimento e a governança do Malawi.

## Escândalos de corrupção

### Escândalo da apropriação de terras
Um exemplo notável de corrupção na era colonial do Malawi é o escândalo de apropriação de terras envolvendo autoridades coloniais britânicas e colonos. O escândalo de apropriação de terras no Malawi durante a era colonial britânica foi uma apropriação generalizada e sistemática de terras de comunidades indígenas por autoridades coloniais britânicas e colonos. No final do século XIX e início do século XX, autoridades e colonos britânicos chegaram ao Malawi, então conhecido como Niassalândia, com a Companhia Britânica da África do Sul (BSAC) liderando os esforços de colonização. A BSAC recebeu uma carta do governo britânico para explorar os recursos naturais da região e estabelecer o domínio colonial. Para facilitar a colonização, autoridades coloniais e colonos britânicos iniciaram uma grande apropriação de terras, tomando à força terras de comunidades locais, incluindo as tribos chewa, ngonde e tumbuka.
As terras foram então distribuídas entre colonos britânicos, que estabeleceram fazendas, plantações e propriedades. A apropriação foi facilitada por diversos meios, incluindo remoções forçadas, tratados coercitivos e expropriação de terras. Comunidades locais foram removidas à força de suas terras ancestrais, muitas vezes sob o pretexto de "desenvolvimento" ou "progresso". Autoridades britânicas coagiram líderes locais a assinar tratados que cediam grandes extensões de terra aos britânicos. O governo colonial simplesmente tomava terras sem compensação ou consentimento das comunidades locais. A apropriação teve consequências devastadoras para as comunidades afetadas, incluindo deslocamento, perda de meios de subsistência e destruição cultural.
Milhares de pessoas foram removidas de suas terras ancestrais, resultando em rupturas sociais, culturais e econômicas. As comunidades locais perderam seus meios de subsistência, pois suas terras foram ocupadas por colonos britânicos. A apropriação levou à destruição de sítios do patrimônio cultural, incluindo túmulos ancestrais e terras sagradas.

### Harry Johnston
Harry Johnston, o Comissário Britânico para a África Central, foi acusado de adquirir grandes extensões de terra para si e para seus amigos, incluindo a Companhia Britânica da África do Sul.

### Alfred Sharpe
Alfred Sharpe, o Comissário Residente da Niassalândia (atual Malawi), esteve envolvido na alocação ilegal de terras para colonos europeus, o que levou ao deslocamento de comunidades locais. A Companhia Britânica da África do Sul, liderada por Cecil Rhodes, recebeu vastas concessões e doações de terra, que mais tarde foram usadas para explorar os recursos naturais do Malawi.
A administração colonial também impôs trabalho forçado e expropriação de terras às comunidades locais, gerando grande ressentimento e resistência. O Caso de Terras dos Ngonde, em 1904, viu a administração colonial britânica tomar à força terras do povo ngonde, levando a protestos e resistência.
A Revolta de Chilembwe, em 1915, foi liderada por John Chilembwe, protestando contra o trabalho forçado, a expropriação de terras e outras formas de exploração colonial, o que resultou em uma repressão violenta pelas autoridades coloniais.

### Kamuzu Banda
Kamuzu Banda, o primeiro presidente do Malawi, governou de 1964 a 1994 e era conhecido por sua corrupção e autoritarismo. Ele desviou fundos públicos, acumulando grande riqueza pessoal, e abusou de seu poder para acumular ainda mais riqueza e influência por meio de trabalho forçado e expropriação de terras.
Banda favorecia familiares e associados próximos, concedendo-lhes contratos lucrativos e cargos, além de aceitar subornos de empresas e indivíduos estrangeiros em troca de favores e contratos. Ele usava empresas estatais como a Agricultural Development and Marketing Corporation (ADMARC) para benefício pessoal e confiscava terras de pequenos agricultores, alocando-as para si mesmo e seus aliados.
Seu regime foi marcado por graves abusos dos direitos humanos, incluindo trabalho forçado, tortura e prisão política. Esses escândalos de corrupção e abusos de poder caracterizaram o governo de Banda, perpetuando a pobreza e a desigualdade no Malawi. O legado de seu regime continua a impactar o desenvolvimento e a governança do país.

### Bakili Muluzi
Bakili Muluzi, que foi o segundo presidente republicano do Malawi de 1994 a 2004, esteve envolvido em vários escândalos de corrupção durante seu governo. Ele foi acusado de desviar milhões de dólares em fundos públicos para contas pessoais no escândalo Muluzi Gate. O escândalo Muluzi Gate envolveu o ex-presidente Muluzi, acusado de desviar US$ 12 milhões em doações para sua conta bancária pessoal. Ele foi preso em 2006 e enfrentou julgamento, mas o caso foi encerrado em 2021 devido à falta de progresso e alegada interferência política.
Durante seu governo, ele teria usado sua posição para enriquecer a si próprio e a seus aliados por meio de acordos corruptos no escândalo do Fundo Fiduciário Bingu Wa Mutharika.
Ele também foi acusado de desviar fundos destinados a projetos de habitação de baixo custo por meio do escândalo da Malawi Housing Corporation. Além disso, Muluzi teria usado a Agricultural Development and Marketing Corporation (ADMARC) para se beneficiar e beneficiar aliados por meio de práticas corruptas. Ele também foi acusado de conceder contratos lucrativos de construção de estradas a empresas ligadas a seus aliados e familiares no escândalo da Construção de Estradas.

### Bingu wa Mutharika
Bingu wa Mutharika, ex-presidente do Malawi, esteve fortemente envolvido em escândalos de corrupção durante seu mandato de 2004 a 2012. Ele foi acusado de traição por tentar alterar a constituição para prolongar sua permanência no poder. Também foi acusado de ordenar o assassinato do candidato presidencial Robert Chasowa.
Mutharika também foi acusado de corrupção e nepotismo, concedendo contratos governamentais a amigos e familiares, aceitando subornos, bem como abusando de seu cargo, utilizando fundos públicos para benefício pessoal. Além disso, foi acusado de suprimir a dissidência política, incluindo a prisão e intimidação de líderes e ativistas da oposição. Seu governo foi marcado por má gestão econômica, incluindo uma grave escassez de moeda estrangeira e desvalorização da moeda. Os escândalos de corrupção e abusos de poder levaram à pobreza generalizada, desigualdade e estagnação econômica no Malawi.